# Konye
Konye est une commune du Cameroun située dans la région du Sud-Ouest, au nord du département de la Meme.

## Géographie
La localité de Konye située sur la rive droite du fleuve Moungo, est desservie par la route nationale 8 (axe Kumba - Mamfé) à 42 km au nord du chef-lieu départemental Kumba. La commune s'étend au nord de Kumba, de la rive droite du fleuve Moungo aux flancs orientaux des Monts Rumpi.
| Toko                | Nguti   |          |
| Dikome-Balue        | Konye   | Tombel   |
| Ekondo-Titi, Mbonge | Kumba I | Kumba II |

## Histoire
La commune de Konye ou Konye Council est créée en 1977.

## Population
Lors du recensement de 2005, la commune comptait 44 711 habitants, dont 4 367 pour Konye Ville. La subdivision est constituée de 36 villages répartis sur quatre ethnies principales dont 17 villages Mbongé, 14 Bakundu, puis 6 Bafaw et un Balong.

## Chefferies traditionnelles
L'arrondissement ne compte pas de chefferie traditionnelle de 2e degré et 36 chefferies traditionnelles de 3e degré.

## Structure administrative de la commune
La commune compte deux centres secondaires d'Etat-civil : Ibemi et Ndoi. Constituée de deux groupements, elle  comprend les localités suivantes, :

### Konye Town
- Besingi
- Choa
- Maseke
- Mbanda
- Mokongo
- Ngolo Bolo

### Ndoi
- Baduma
- Bakumba
- Bolo Moboka
- Dikomi
- Dikoro
- Dipenda
- Ediki Mbonge
- Ibemi
- Ifanga I
- Ifanga II
- Ikiliwindi
- Illeh
- Itoki
- Koba
- Kokaka
- Kokobuma
- Kombone Bafaw
- Kumbe
- Kurume
- Lobange
- Lobongi
- Makobe
- Matoh
- Matoh Butu
- Matondo I
- Matondo II
- Mbakwa Supe
- Mbombe
- Mbonge Meteke
- Mbu
- Mosanje
- Mwangale
- Ndoi
- Sambaliba
- Weme
- Wone

Lac Barombi Mbo
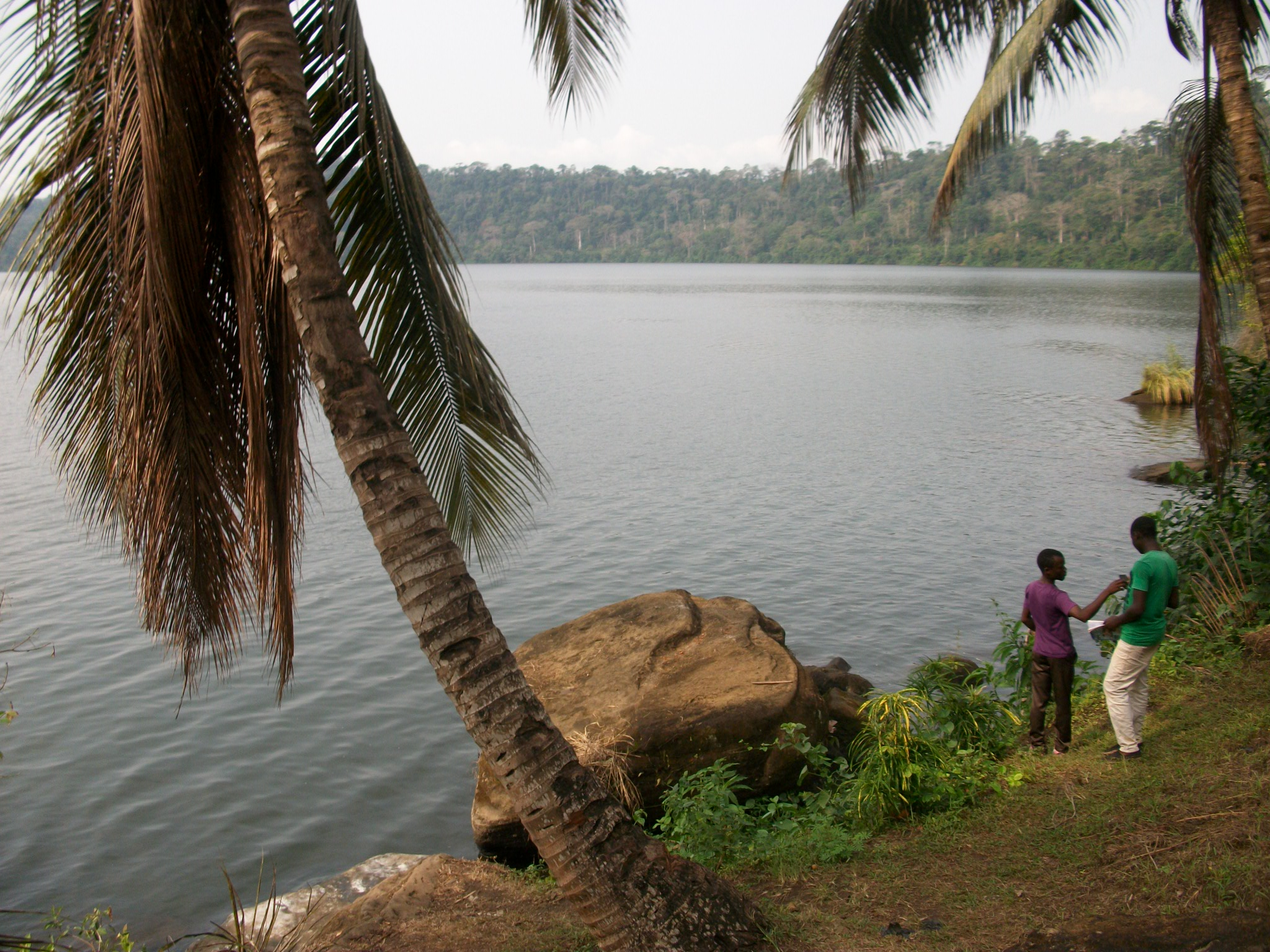
Une vue
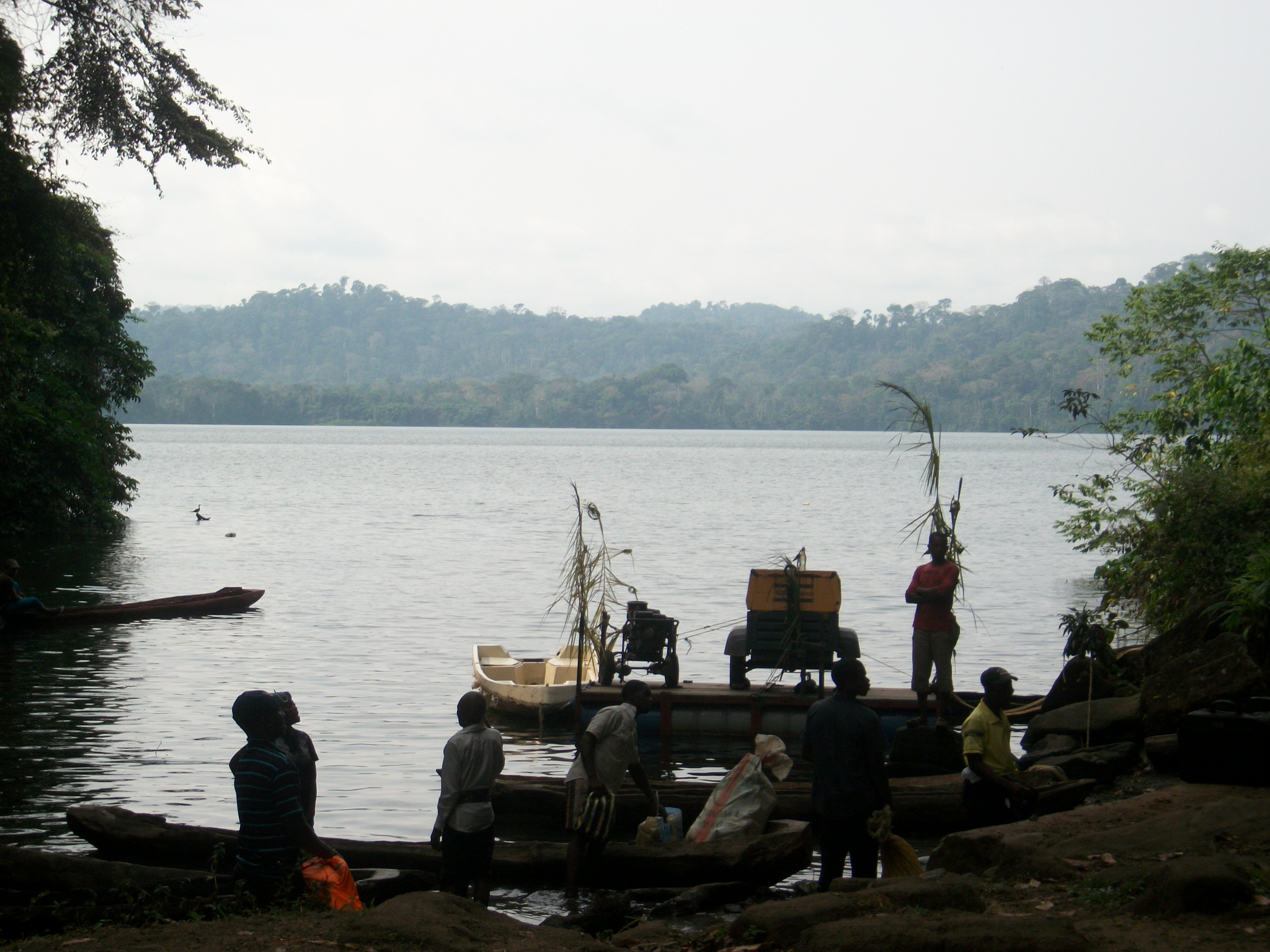
Bateaux de pêche
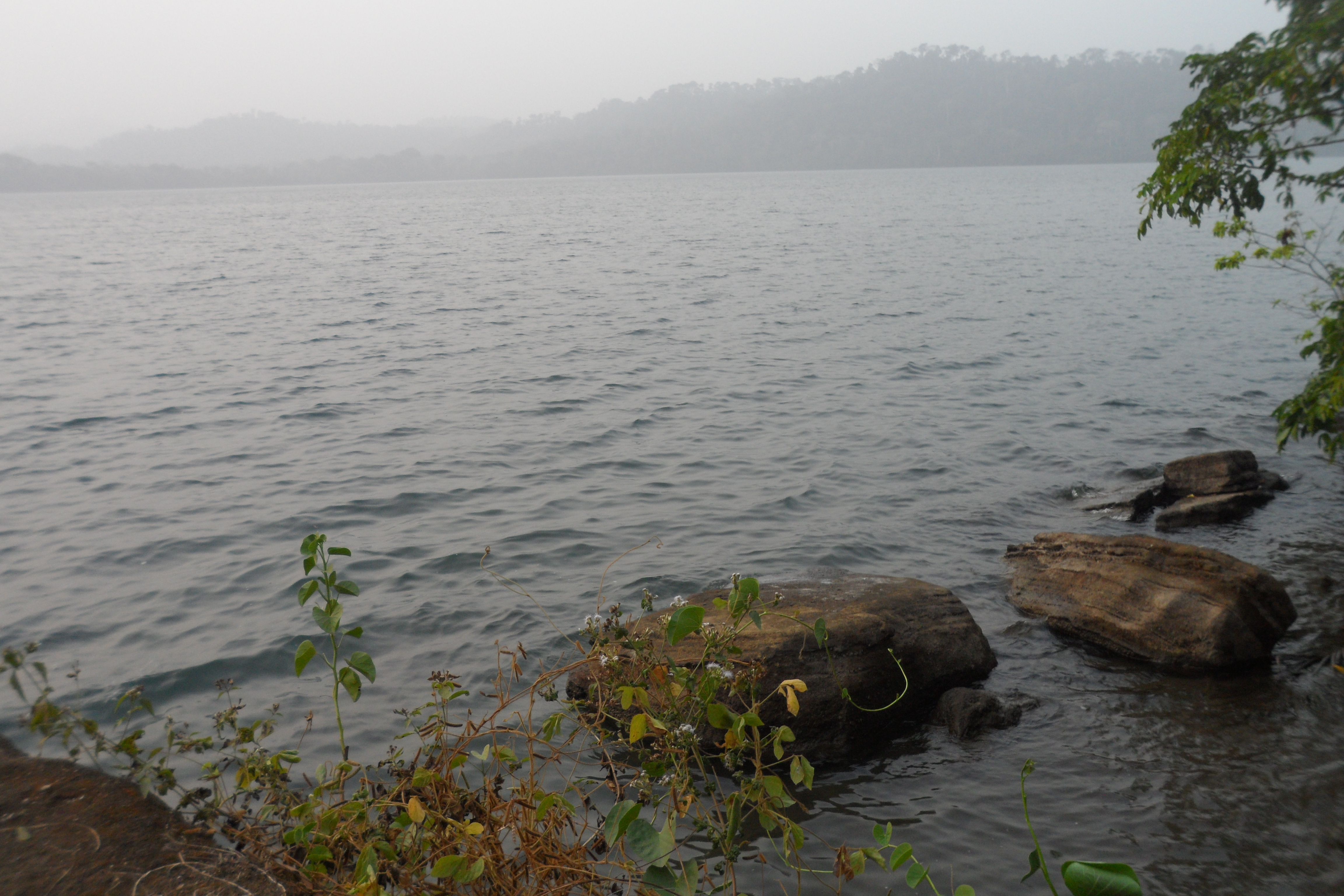
Lac cratère

## Enseignement
L'arrondissement de Konye compte 12 établissements secondaires publics dont 2 lycées et 10 collèges, tous anglophones.
- CES de Baduma
- CES de Diongo
- CES de Koba
- CES de Mbakwa Supe
- CES de Wone
- CES de Ediki Bekoli
- CES de Ibemi
- CES de Illeh-Lobange
- Lycée de Konye
- Lycée de Matoh
- CETIC de Matoh-Butu
- CETIC de Matondo II

## Cultes
La localité est siège de presbytère de l'église presbytérienne au Cameroun (PCC).

## Économie
La production agricole de cacao, manioc, plantains, maïs et arbres fruitiers, constitue la principale ressource pour les 9/10e de la population.